# STS-115
STS-115 (Space Transportation System-115) var Atlantis 27. rumfærge-mission.
Opsendt 9. september 2006 og vendte tilbage den 21. september 2006.
Rumfærgen lagde til ved Den Internationale Rumstation, tre rumvandringer blev udført i løbet af missionen der varede i næsten 12 døgn.
Med som last til Den Internationale Rumstation var segmentet P3/P4 med to solcellepaneler der blev opsat under rumvandringerne.

## Besætning
- Brent Jett (kaptajn)
- Christopher Ferguson (pilot)
- Joe Tanner (1. missionsspecialist)
- Dan Burbank (2. missionsspecialist)
- Steve MacLean (3. missionsspecialist) CSA (Canada)
- Heidemarie Stefanyshyn-Piper (4. missionsspecialist)

## Mission
- Lynnedslag i opsendelsesrampens Lynafleder.
- Solpanelerne installeres under rumvandring.
- Rumstationen med nye solpaneler.